# 竹取物語 (室内楽曲)
《竹取物語》（たけとりものがたり）は、日本の作曲家貴志康一が、1933年に作曲したヴァイオリンとピアノのための楽曲。

## 概要
戦前日本で活躍した作曲家・指揮者、ヴァイオリニストであった貴志康一が1933年の渡独中に作曲、出版もドイツでなされた。日本最古の物語である『竹取物語』を主題とした作品である。恐らく貴志の作曲作品中最も有名なものである。
湯川秀樹博士がノーベル物理学賞を受賞した時、その祝賀パーティで日本を代表する音楽作品として、この作品がストックホルム・フィルハーモニー管弦楽団によって演奏されたことによって広く名を知られた。

## 参考資料
- 毛利アーカイヴス - ウェイバックマシン（2003年4月6日アーカイブ分）
- 日下徳一「貴志康一―よみがえる夭折の天才」2001年　音楽之友社